# Gul puderskivling
Gul puderskivling (Cystolepiota icterina) är en svampart som tillhör divisionen basidiesvampar, och som beskrevs av Knudsen. Gul puderskivling ingår i släktet Cystolepiota, och familjen Agaricaceae. Enligt den svenska rödlistan är arten sårbar i Sverige. Arten förekommer i Götaland. Artens livsmiljö är skogslandskap.